# Nationale Sint Antonius-Abt Universiteit van Cuzco
De Nationale Sint Antonius-Abt Universiteit van Cuzco (Spaans: Universidad Nacional de San Antonio Abad del Cuzco) is een publieke onderzoeksuniversiteit, gevestigd in Cuzco, Peru. De universiteit werd opgericht in 1692 op aandringen van Paus Innocentius XII en is de oudste van Cuzco. Zij heeft anno 2020 24 faculteiten.
In de QS World University Rankings van 2020 staat de Nationale Sint Antonius-Abt Universiteit van Cuzco op een 201-250ste plaats in de ranglijst voor Latijns-Amerika, waarmee het de 11e Peruviaanse universiteit op de lijst is.